# Trębaczew (Rawa)
Pour les articles homonymes, voir Trębaczew.
Trębaczew est une localité polonaise de la gmina de Sadkowice, située dans le powiat de Rawa Mazowiecka en voïvodie de Łódź.